# ワームモン
ワームモンとは、「デジタルモンスター」シリーズに登場する架空の生命体・デジタルモンスターの一種。

## 概要
『D-3』で登場。モスラを思わせる口が特徴のイモムシのような姿の幼虫型デジモン。名前の由来は「worm」からだが、ワームとは特に関係ない。
体全体が薄い緑色で、爪（指の先と表現すべきか）や額のピンクと補色になっている。額についている（漢字の「火」を逆さまにしたような）マークはワームモンに関連する幾つかのデジモンでも見ることが出来るが、具体的に何を意味しているのかは不明である。
テレビアニメ『デジモンアドベンチャー02』で一乗寺賢のパートナーとして登場しそれなりに目立った活躍をしたため、ゲーム作品等にも度々登場する。完全体以降の形態はD-3で登場しているが、登場しない場合も多い。

## 種族としてのワームモン
古代種の末裔であり、アーマー進化が可能な幼虫型デジモン。臆病な性格で戦う力も弱いが強力な進化を遂げると言われている。

### 基本データ
- 世代/成長期
- タイプ/幼虫型
- 属性/フリー
- 必殺技/ネバネバネット、シルクスレッド
- 得意技/ランダンロール
- 勢力/ネイチャースピリッツ・ジャングルトルーパーズ

### 亜種・関連種・その他
リーフモン
ミノモン
スティングモン
ディノビーモン
グランクワガーモン
シェイドラモン
ワームモンが勇気のデジメンタルで進化したアーマー体。
トゲモグモン
ワームモンが友情のデジメンタルで進化したアーマー体。
サーチモン
ワームモンが知識のデジメンタルで進化したアーマー体。
アウルモン
ワームモンが愛情のデジメンタルで進化したアーマー体。
アーケロモン
ワームモンが誠実のデジメンタルで進化したアーマー体。
ノヘモン
ワームモンが純真のデジメンタルで進化したアーマー体。
ブルモン
ワームモンが希望のデジメンタルで進化したアーマー体。
クアトルモン
ワームモンが光のデジメンタルで進化したアーマー体。
コンゴウモン
ワームモンが奇跡のデジメンタルで進化したアーマー体。
プッチーモン
ワームモンが優しさのデジメンタルで進化したアーマー体。

## 登場人物としてのワームモン

### デジモンアドベンチャー02
一乗寺賢のパートナーデジモン。声優は高橋直純。アニメ本編以前のゲーム『タッグテイマーズ』からのコンビである。デジモンカイザー（=賢）の凶行を最も間近に目にし、自身も虐待に近い扱いを受けていながらも賢を信じ続け、彼の改心を願っていた。キメラモンを止めるために一度命を落とす。その後、はじまりの街で転生し、賢と再会した。戦闘能力が低く、そのためカイザー時代の賢からは全く戦力としてアテにされていなかったようだが、再生以後はスティングモンに進化して戦う。死亡以前に進化できていたのかは不明。得意技のランダンロールはなぜか一切使用されなかった（二代目以降も同じ）。
またCDドラマとゲーム『ブレイブテイマー』では「優しさのデジメンタル」を使ってプッチーモンへと進化できる。進化する時のキメ台詞は「真夏の夜の優しさ」。

### デジモンテイマーズ
- 直接登場しないが、デジメンタルでアーマー進化した複数の個体が登場、主人公を襲う凶悪な個体も登場したが、ギルモンに返り討ちにされた。前作では共演しなかったテリアモンと初めて共演した。

### デジモンフロンティア
- 第11話にて占い師の村の住民として登場。アーマー体も登場するが、いずれも物語の本筋には絡まない。